# データイースト
データイースト株式会社 （Data East Corporation）は、かつて日本に存在したゲームソフトウェア開発会社。

## 概要
福田哲夫が東海大学工学部を卒業後に就職した測定器メーカーが、光線銃式のエレメカを開発した。そのことでアーケードゲームに興味を持ち、独立して創業。当初はアーケード部品の下請け製造を行っていた。
Data West社のような会社になることを目標とし、Data Westは"西"に対し東にある会社ということで社名が名付けられた。日本企業のデータウエスト社とは無関係である。
デコ（DECO、Data East COrporationの略）の愛称を持ち、「デコゲー」と呼される独特な世界観を持つ個性的な作品を数多く輩出した。また、DECOのロゴも存在しており、こちらは1992年まで使われた（以後は海外で使われているDEを模したロゴに統一）。1980年には業界初の、カセット交換によるゲーム入れ替えを可能とした業務用システム基板「デコカセットシステム」を発表した。同じシステムがさまざまな会社で現在も使われている。
ゲーム以外の領域でも、多角経営の観点から、世界初の専用回線不要のポータブルファクシミリ「データファックス2000」（1984年）を最初に、NTTドコモの衛星電話（ワイドスター）用データ通信アダプター、救急車用心電図伝送装置といった情報機器の開発、日本初の頭巾型防煙マスク「マイボーグ」（日本サイボーグ㈱との共同開発）（1984年）、椎茸の販売、『販促戦隊デコレンジャー』など、独自路線を走っていた。

## 特色
自社広告にあった「ヘンなゲームならまかせとけ!」を筆頭にゲーム中の「さあ牛だ」（『空手道』）、「アツクテシヌゼ」（『ならず者戦闘部隊 ブラッディウルフ』）、「我前に敵は無し」（『チェルノブ』他多数に使われ、データイーストのキャッチフレーズの代名詞とも言われる）、「いきなりクライマックス」（『エドワードランディ』）、「艶姿三強男之勝負拳（「トリオザパンチ」と読む）」（『トリオ・ザ・パンチ』）、「竜退治はもう飽きた」（『メタルマックス』）等、独特で威勢の良い台詞やキャッチコピーが多い。
「ヘンなゲームなら」のキャッチコピーを考えたのは桝田省治。開発担当者たちは他の企業と同じく大真面目にゲームを作っていたため、このコピーに「我々のゲームの何処が変なのか」と憤慨していたらしい。

### 販促戦隊デコレンジャー
ゲームのイベント会場で行われた戦隊ショー風の興行である。その内容は「何の前触れもなく登場、販促が目的のはずなのにゲームの宣伝を一切せずに帰っていく」というものだった。これに関して百万円単位の予算があっさり通過し、デビュー直前の会場で「社長、またやってしまいました」と事後承諾で行われたとされる。また、社長自ら「わしも出たい」と言いだしたとも伝えられる。

## ピンボール
1986年にアメリカ・イリノイ州シカゴにデータイースト・ピンボール社を設立し、業務用のピンボール機製造も行った。日本のデータイーストは日本国内での輸入・販売を担当した。同社のピンボールは通称「デコピン」と呼ばれる。
発足にあたって、旧スターン社の創設者の息子、ゲイリー・スターンがジェネラルマネージャーとなった。マシンやゲーム内容は、旧スターン社の伝統を受け継いだというよりもウィリアムス社の影響を強く受けていたと言える。そして、ウィリアムス社に対抗すべく独自の技術やシステムを積極的に取り入れていった。
スターンらは、特にピンボール台の耐久性やメンテナンス性を上げるための研究に重点を置き、プレイフィールド面の耐久性の向上なども行っていた。1989年にはフリッパー用コイルの過剰な消耗の原因となる過電流やチャタリングを抑えるためにフリッパーボタンのオンオフをデジタル化したソリッドステイト方式フリッパーを開発し、『Robocop（ロボコップ）』で採用した。また1年間のコイル交換不要保証を開始、「もしコイルが焼けてしまった場合は、無料で交換する」としていた。これによりフリッパー用コイルの寿命は飛躍的に伸びることになった。
1994年にデータイースト・ピンボール社はセガのアメリカ法人に売却され、セガ・ピンボール社が誕生した。その後、社長だったスターンが株式を買い取り（MBO）、現在のスターン・ピンボール社（Stern）となった。1999年に「スター・ウォーズ エピソードI」を最後にWMSインダストリーズ社がピンボール事業を撤退してから、2013年にJersey Jack Pinball社が「The Wizard of Oz」を発売するまで、スターン・ピンボール社が完全新作の台を製造する世界で唯一のピンボール・メーカーだった。

## 自己破産
1998年にアーケードゲームから撤退、コンシューマ事業に絞り込むも、負債33億円で1999年11月に和議申請、債務の75%カットなどを条件として2000年7月に和議認可となった。同社はゲームとは無関係な副事業に手を出しており、以前に椎茸栽培（パッケージには同社ロゴ有り）に手を出して失敗したこともあった。さらにマイナスイオン発生装置などの新事業で再建をはかったが、2003年4月下旬東京地裁に自己破産を申請し、同月末を以てすべての業務を停止。同年6月25日に東京地方裁判所から破産宣告、7月7日付けの官報に掲載された。
2004年2月、データイーストのゲームに関するライセンスを携帯電話コンテンツ開発会社のジー・モードが取得した。
2007年9月、データイーストが保有していたゲームコンテンツのうち『ロボコップ』関連タイトルの知的財産権をD4エンタープライズが取得した。
それ以外の保有していた特許については、福田家の資産管理会社「タクトロン株式会社」に譲渡。タクトロンは、その保有特許を侵害されたとして任天堂を数回提訴したが、いずれも棄却されている。
2023年現在、商標権並びにロゴの著作権、一部タイトルを除くライセンスはジー・モードが、『ヘラクレスの栄光』や『カルノフ』などの一部タイトルのライセンスはパオン・ディーピーがそれぞれ保有している。なお『メタルマックス』のライセンスはCygamesが保有している。
なお創業者の福田哲夫は、その後2015年に自らが設立した株式会社メトロネットの代表取締役であったが、2022年に自己破産している。

## 主な作品

### アーケード
タイプは以下の通り
- 基板または筐体：通常筐体
- スロット筐体：スロットマシン
- 占い：占いマシン
- LD：レーザーディスク
- MVS：Multi Video System

| 稼働年 | タイトル                           | タイプ                   | 備考 |
| ------ | ---------------------------------- | ------------------------ | --- |
| 1977年 | ジャックロット                     | スロット筐体             | デビューマシン |
| 1978年 | バルーン                           | 筐体                     | 風船割り『サーカス』のコピーゲーム。 |
| 1978年 | バルーンミニ                       | 筐体                     | 風船割り『サーカス』のコピーゲーム。 |
| 1978年 | テーブルバルーン                   | 筐体                     | 風船割り『サーカス』のコピーゲーム。 |
| 1978年 | スペースファイター                 | 筐体                     | 『スペースインベーダー』のコピーゲーム。 |
| 1978年 | スーパーブレイク                   | 筐体                     | |
| 1978年 | 2in1                               | 各種筐体                 | |
| 1978年 | ミラクルスーパー                   | 筐体                     | ブロック崩し |
| 1979年 | アストロファイター                 | 筐体                     | 初のオリジナルゲーム。基板は『スペースファイター』を流用 |
| 1979年 | ファントム                         |                          | |
| 1979年 | サタ－ン                           |                          | |
| 1979年 | ナイスオン                         |                          | |
| 1979年 | モウルハンター                     |                          | |
| 1980年 | マッドライダー                     | 筐体                     | |
| 1980年 | オーシャントゥオーシャン           | スロット筐体             | |
| 1980年 | トマホーク777                      | 筐体                     | |
| 1981年 | テレジャン                         | 専用筐体                 | 雀卓をTV麻雀にしたものでコンピュータとの対戦はできない。4人分の麻雀コンパネが筐体の4辺に搭載されており、画面は大型ブラウン管の両サイドをマスキングして正方形に見立て、それぞれの手牌を仕切り板で覆って相手に見えないようにしている。風俗営業取締法（風適法の前身）下において麻雀用の許可を受けた。雀荘向け専用筐体として、王位戦を主催していた麻雀用具販売の株式会社であるかきぬまが販売を担当した。 |
| 1981年 | プロゴルフ                         |                          | 初版は9ホールだったが、後に18ホールものがリリースされた。大ヒットしたゲーム。 |
| 1982年 | プロサッカー                       | 基板                     | |
| 1982年 | ディスコ・ナンバーワン             | 基板                     | |
| 1982年 | ジュピター                         |                          | 改良版あり |
| 1982年 | コンピュートロン                   | 占い                     | |
| 1982年 | ラッパッパ                         | 基板                     | |
| 1982年 | グレイプロック                     | 基板                     | |
| 1982年 | プロサッカー                       | 基板                     | |
| 1982年 | トレジャーアイランド               | 基板                     | |
| 1983年 | 幻魔大戦                           | LD                       | 同社初のレーザーディスク（LD）ゲーム |
| 1983年 | 幻魔タロット                       | LD、占い                 | |
| 1983年 | ザ・ビッグプロレスリング           | 基板                     | 開発はテクノスジャパン。 |
| 1983年 | ユーミン                           | 占い                     | |
| 1984年 | 空手道                             | 基板                     | |
| 1984年 | 対戦空手道                         | 基板                     | |
| 1984年 | ザビガ                             | 基板                     | |
| 1984年 | B-WINGS                            | 基板                     | |
| 1984年 | サンダーストーム                   | LD                       | |
| 1984年 | リバレーション                     | 基板                     | |
| 1984年 | イエローキャブ                     | 基板                     | |
| 1984年 | 東京見栄診療所                     | 占い                     | |
| 1985年 | ロードブラスター                   | LD                       | |
| 1985年 | サイドポケット                     | 基板                     | |
| 1985年 | メタルクラッシュ                   | 基板                     | |
| 1985年 | チャンバラ                         | 基板                     | |
| 1985年 | シュートアウト                     | 基板                     | |
| 1985年 | プロ野球入団テスト トライアウト    | 基板                     | |
| 1985年 | 撃墜王                             | 基板                     | |
| 1985年 | バッテンオハラのスチャラカ空中戦   | 基板                     | 開発はテクノスジャパン。 |
| 1985年 | 芸能人資格試験                     | 占い                     | |
| 1985年 | パフォーマン                       | 基板                     | 開発は東亜プラン。 |
| 1986年 | 強行突破                           | 基板                     | |
| 1986年 | ブレイウッド                       | 基板                     | |
| 1986年 | ダーウィン4078                     | 基板                     | |
| 1986年 | のぼらんか                         | 基板                     | 開発はコアランドテクノロジー。 |
| 1986年 | ラストミッション                   | 基板                     | |
| 1987年 | SRD SUPER REAL DARWIN              | 基板                     | - 『ダーウィン4078』の続編。 |
| 1987年 | キャプテンシルバー                 | 基板                     | |
| 1987年 | カルノフ                           | 基板                     | |
| 1987年 | サイコニクス・オスカー             | 基板                     | |
| 1987年 | ヘビー・バレル                     | 基板                     | |
| 1987年 | 臥竜列伝                           |                          | 『三国志』をモチーフとしたアクションシューティングゲーム。 |
| 1987年 | 魔境戦士                           | 基板                     | |
| 1987年 | ワンダープラネット                 | 基板                     | |
| 1987年 | ポケットギャル                     | 基板                     | |
| 1987年 | 迷宮ハンターG                      | 基板                     | Gはゴーストバスターズの頭文字から。 |
| 1988年 | チェルノブ                         | 基板                     | |
| 1988年 | コブラコマンド                     | 基板                     | |
| 1988年 | ドラゴンニンジャ                   | 基板                     | |
| 1988年 | スタジアムヒーロー                 |                          | |
| 1989年 | ならず者戦闘部隊 ブラッディウルフ  | 基板                     | |
| 1989年 | シークレット・エージェント         | 基板                     | |
| 1989年 | ミッドナイトレジスタンス           | 基板                     | |
| 1989年 | アクトフェンサー                   | 基板                     | |
| 1989年 | ファイティングファンタジー         | 基板                     | |
| 1989年 | ロボコップ                         | 基板                     | |
| 1990年 | ダークシール                       | 基板                     | |
| 1989年 | 空牙                               | 基板                     | |
| 1989年 | トリオザパンチ                     | 基板                     | |
| 1990年 | クルードバスター                   | 基板                     | |
| 1991年 | サンダーゾーン                     | 基板                     | |
| 1991年 | デスブレイド                       | 基板                     | |
| 1991年 | JOE&MAC 戦え原始人                 | 基板                     | |
| 1991年 | タンブル・ポップ                   | 基板                     | |
| 1991年 | エドワードランディ                 | 基板                     | |
| 1991年 | チャイナタウン                     | 基板                     | |
| 1991年 | キャプテンアメリカ                 | 基板                     | |
| 1992年 | ダークシールII                     | 基板                     | |
| 1992年 | 超次元竜ドラゴンガン               | 40型及びミニアップ型筐体 | |
| 1992年 | ダイエットGo Go                    | 基板                     | |
| 1992年 | ウルフファング                     | 基板                     | |
| 1992年 | トワイライトスプレッド             | 占い                     | |
| 1993年 | ファイターズヒストリー             | 基板                     | 対戦格闘ゲーム。カプコンの『ストリートファイターII』との類似性から、著作権侵害としてカプコンから訴訟を起こされ、のちに和解した（カプコン対データイースト裁判 ）。 |
| 1993年 | ナイトスラッシャーズ               | 基板                     | |
| 1993年 | ヘビースマッシュ                   | 基板                     | |
| 1993年 | ザ・グレイトラグタイムショー       | 基板                     | |
| 1993年 | ミラクルアドベンチャー             | MVS                      | |
| 1994年 | ファイターズヒストリーダイナマイト | MVS                      | |
| 1994年 | ダンクドリーム                     | MVS                      | |
| 1994年 | フライングパワーディスク           | MVS                      | |
| 1994年 | ガンハード                         | 筐体                     | |
| 1994年 | ドリームサッカー94                 | 基板                     | |
| 1995年 | マジカルドロップ                   | 基板                     | |
| 1995年 | ダンクドリーム95                   | 基板                     | |
| 1996年 | マジカルドロップ2                  | MVS                      | |
| 1996年 | スカルファング 空牙外伝            | 基板                     | |
| 1996年 | スタンプ倶楽部                     |                          | 写真を撮影してオリジナルのスタンプを作成するアーケード機。セガとの共同開発。 |
| 1997年 | マジカルドロップIII                | MVS                      | |

### 開発中止作品
- チャンツェストーン - AC版のみ発売中止（1985年）
- 空牙2 - 開発中止（1992年）
- 闘牙 - 開発中止（1994年）

### コンシューマ
1986年に『B-WINGS』をファミリーコンピュータ用ソフトとして発売して以来、データイーストは家庭用ゲーム機にもソフトを供給し続けてきた。
前述の『B-WINGS』のようにアーケードゲームからの移植版もあれば、『ヘラクレスの栄光』のように家庭用ゲーム機を初出とする作品もあった。一方、これらの作品の中には、"Captain America and The Avengers"のように日本での発売が見送られた例もあった。
| 発売年 | タイトル                                             | 機種                                      | 備考                                                                                                   |
| ------ | ---------------------------------------------------- | ----------------------------------------- | --- |
| 1986年 | B-WINGS                                              | ファミリーコンピュータ                    | 同名アーケードゲームのアレンジ移植。 コンシューマ参入第1弾。                                           |
| 1986年 | バギー・ポッパー                                     | ファミリーコンピュータ                    | アーケードゲーム『バーニンラバー』の移植。                                                             |
| 1987年 | ヘラクレスの栄光                                     | ファミリーコンピュータ                    | 『ヘラクレスの栄光』は、新宿エクスプレスの関連企業を介して、パオン・ディーピー（旧パオン）が商標登録。 |
| 1987年 | 探偵 神宮寺三郎 新宿中央公園殺人事件                 | ファミリーコンピュータ ディスクシステム） | 『神宮寺三郎』はワークジャム→アークシステムワークスが商標登録。                                        |
| 1988年 | ドナルドランド                                       | ファミリーコンピュータ                    | |
| 1988年 | ランペイジ                                           | NES、ファミリーコンピュータ               | アメリカでの販売と開発                                                                                 |
| 1988年 | 探偵 神宮寺三郎 横浜港連続殺人事件                   | ファミリーコンピュータ                    | |
| 1988年 | 探偵 神宮寺三郎 危険な二人 前編                      | ファミリーコンピュータ ディスクシステム   | |
| 1988年 | ビー・バップ・ハイスクール 高校生極楽伝説            | ファミリーコンピュータ                    | |
| 1989年 | ヘラクレスの栄光II タイタンの滅亡                    | ファミリーコンピュータ                    | |
| 1989年 | 探偵 神宮寺三郎 危険な二人 後編                      | ファミリーコンピュータ ディスクシステム   | |
| 1990年 | 大怪獣デブラス                                       | ファミリーコンピュータ                    | |
| 1990年 | リトルマジック                                       | ファミリーコンピュータ                    | |
| 1991年 | サイレントデバッガーズ                               | PCエンジン                                | |
| 1991年 | ダークロード                                         | ファミリーコンピュータ                    | |
| 1991年 | メタルマックス                                       | ファミリーコンピュータ                    | 『メタルマックス』は、新宿エクスプレス→エンターブレイン→KADOKAWAを経て、Cygamesが商標登録。            |
| 1991年 | 探偵 神宮寺三郎 時の過ぎゆくままに…                  | ファミリーコンピュータ                    | |
| 1991年 | JOE&MAC 戦え原始人                                   | スーパーファミコン                        | |
| 1992年 | スーパーバーディー・ラッシュ                         | スーパーファミコン                        | |
| 1992年 | ヘラクレスの栄光III 神々の沈黙                       | スーパーファミコン                        | |
| 1992年 | 戦え原始人2 ルーキーの冒険                           | スーパーファミコン                        | |
| 1993年 | キャプテンラング                                     | メガドライブ                              | |
| 1993年 | メタルマックス2                                      | スーパーファミコン                        | |
| 1993年 | 戦国伝承                                             | スーパーファミコン                        | |
| 1993年 | ABCマンデーナイトフットボール                        | スーパーファミコン                        | |
| 1994年 | Panic!                                               | メガCD                                    | 海外での販売のみ担当。日本での販売及び開発元はセガ・エンタープライゼス。                               |
| 1994年 | 戦え原始人3 主役はやっぱりJOE&MAC                    | スーパーファミコン                        | |
| 1994年 | サイド・ポケット                                     | スーパーファミコン                        | |
| 1994年 | シャドウラン                                         | スーパーファミコン                        | |
| 1994年 | ファイターズヒストリー                               | スーパーファミコン                        | |
| 1994年 | ヘラクレスの栄光IV 神々からの贈り物                  | スーパーファミコン                        | |
| 1995年 | ファイターズヒストリー 〜溝口危機一髪〜              | スーパーファミコン                        | |
| 1995年 | メタルマックス RETURNS                               | スーパーファミコン                        | |
| 1995年 | マジカルドロップ                                     | スーパーファミコン                        | |
| 1995年 | もってけOh!ドロボー                                  | スーパーファミコン                        | |
| 1995年 | 水滸演武                                             | セガサターン                              | |
| 1996年 | マジカルドロップ2                                    | スーパーファミコン                        | |
| 1996年 | マジカルドロップ                                     | PlayStation                               | |
| 1996年 | 水滸演武                                             | PlayStation                               | |
| 1996年 | 水滸演武 風雲再起                                    | セガサターン                              | |
| 1996年 | CREATURE SHOCK                                       | PlayStation                               | |
| 1996年 | 探偵 神宮寺三郎 未完のルポ                           | PlayStation                               | |
| 1997年 | ボイスアイドルコレクション 〜プールバー ストーリー〜 | PlayStation                               | |
| 1997年 | マジカルドロップIII とれたて増刊号!                  | セガサターン                              | |
| 1997年 | マジカルドロップIII よくばり特大号                   | PlayStation                               | |
| 1997年 | 蒼穹紅蓮隊                                           | PlayStation                               | |
| 1998年 | 慟哭 そして…                                         | セガサターン                              | |
| 1998年 | 探偵 神宮寺三郎 夢の終わりに                         | - PlayStation - セガサターン              | |
| 1998年 | サイドポケット3                                      | PlayStation                               | |
| 1999年 | REVIVE…〜蘇生〜                                      | ドリームキャスト                          | |
| 1999年 | マジカルドロップIII+ワンダホー!                      | PlayStation                               | |
| 1999年 | 探偵 神宮寺三郎 Early Collection                     | PlayStation                               | |
| 1999年 | マジカルドロップF 大冒険もラクじゃない!              | PlayStation                               | |
| 1999年 | 探偵 神宮寺三郎 灯火が消えぬ間に                     | PlayStation                               | |

## 元社員が関わっている企業
- Urimina - 創業者で代表取締役社長だった福田哲夫が会長を務めているソフトウェア会社。
- ワークジャム - 『神宮寺三郎』シリーズの権利を同社より引き継いで保有、同シリーズの製作を行っている。また、同社の元社員が在籍している。倒産後、エクスプライズが同シリーズの権利をアークシステムワークスに譲渡。
- ユービーアイソフト - 同社の元社員だったスティーブ・ミラーは現在、日本支部の社長を就任している。スティーブは同社のゲームの英語音声の多くを担当し、『フライングパワーディスク』のイギリス代表のネーミングの元ネタになっている。
- トンキンハウス - 東京書籍が1997年にゲーム開発会社『東京書籍メディアファクトリー』を設立した後、同社の元社員が数名移籍[18]。トンキンハウス消滅後はMAGES.に再移籍した。

### 当社から独立して設立した会社
- テクノスジャパン - 同社の専務だった滝邦夫が独立して設立。
- TAD - 同社の海外事業部（貿易部）の横山忠が設立。『カベール』『JuJu伝説』などの作品で知られる。倒産後、一部社員はミッチェルに移籍。
- ミッチェル - 同社の元社員である尾崎ロイが社長を務める。TAD倒産後、ゲーム開発事業を行う。
- ベアーズ - 同社の元社員が設立。当初はPC-8800シリーズのゲームソフトを開発していたが後にファミコンソフトに参入したショウエイシステムのゲームソフトを開発していた。
- アイディアファクトリー - 同社の元社員が設立。
- コンパイルハート - 同社の元社員が設立。アイディアファクトリーの関連子会社。
- キャトルコール - 同社の元社員が設立。『メタルマックス3』の開発も担当。
- 株式会社空想科学 - 同社の元社員が設立。『メタルマックスリターンズ』の開発も担当。
- 新宿エクスプレス - 同社の草創期のメンバーだった角田末吉が独立して設立。同社の業務用ゲームの筆頭代理店であり、独占的ライセンサーだった。